# Hexoplon longispina
Hexoplon longispina là một loài bọ cánh cứng trong họ Cerambycidae.